# Andreas Lischka

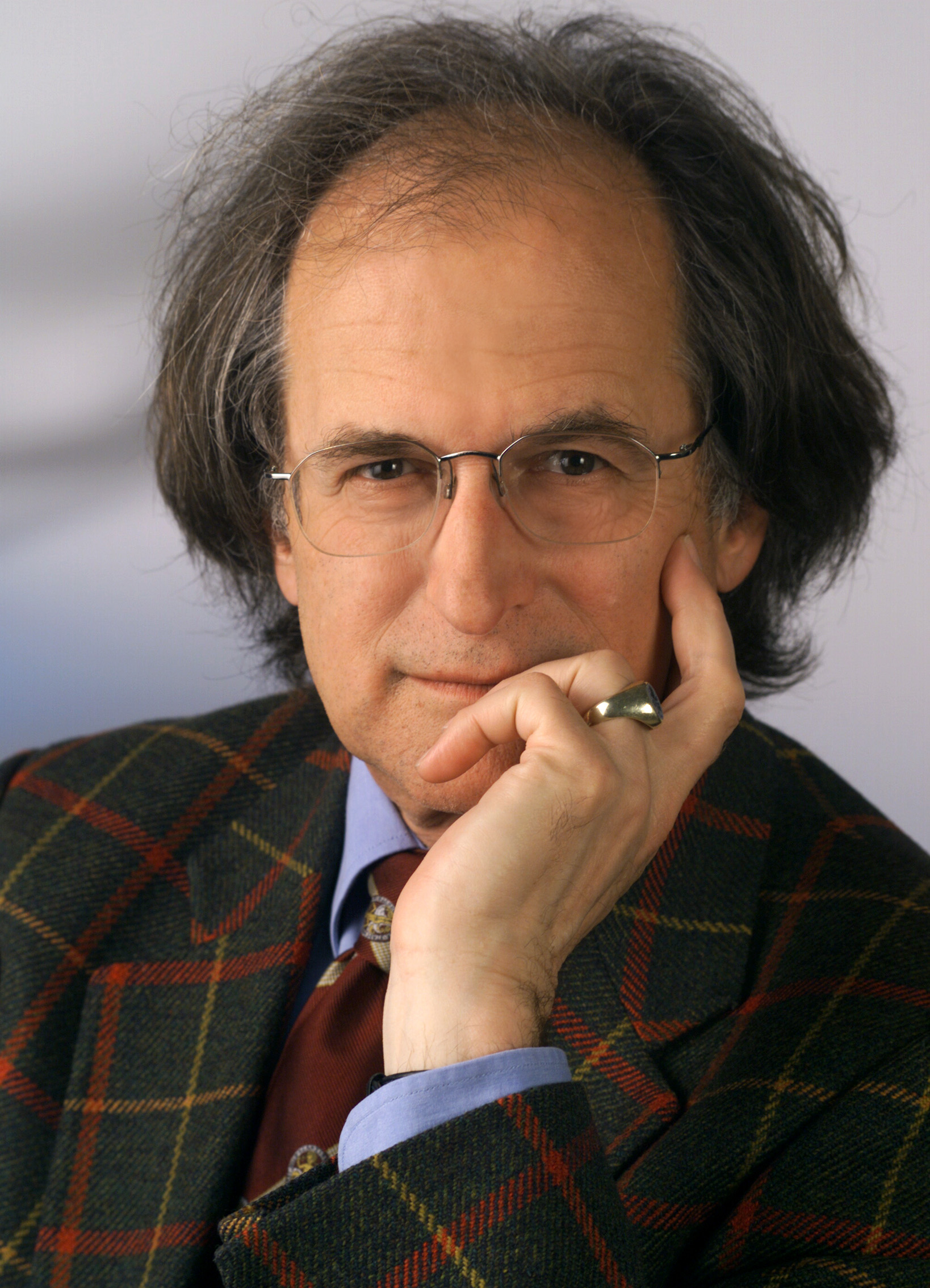
Andreas Lischka (2006)

Andreas Lischka (* 3. Dezember 1947 in Wien) ist ein österreichischer Kinderfacharzt. Er war von 1991 bis 2012 Vorstand der Kinderklinik Glanzing im Wilhelminenspital der Stadt Wien.

## Leben
Andreas Lischka besuchte das humanistische Schottengymnasium in Wien. Nach der Ausbildung zum Militärpiloten absolvierte er ab 1967 an der Universität Wien das Medizinstudium und promovierte 1972 zum Doktor der gesamten Heilkunde (Dr. med.univ). Nach einjähriger Forschungstätigkeit am anatomischen Institut der medizinischen Fakultät absolvierte er die Ausbildung zum praktischen Arzt im KH Mistelbach und begann die Facharzt-Ausbildung im Preyerschen Kinderspital in Wien.
Ab 1976 war er als Universitätsassistent an der Universität Kinderklinik Wien, im Kinderspital Zürich und an der Kinderklinik Hamburg-Eppendorf tätig. Nach Auslandsaufenthalten in Paris, Bath/Somerset und Boston (Children´s Hospital) Abschluss der Facharztausbildung in Kinder- und Jugendheilkunde im AKH Wien (1980). Additivfacharzt-Ausbildung in Neonatologischer Intensivmedizin (1983), Additiv-Facharztausbildung in Neuropsychiatrie des Kindes- und Jugendalters (1986) sowie in Neurophysiologie (EEG) 1987. Andreas Lischka habilitierte sich 1987 im Fach Pädiatrie mit der Arbeit über „Neue Aspekte zur Pathophysiologie und Differentialdiagnose seltener neonataler Hypoglykämieformen“. Er absolvierte die Krankenhaus-Management-Ausbildung an der Wirtschafts-Universität (WU) Wien mit der Diplomarbeit über „Qualitätssicherung in der Neonatologie“.
Lischka war seit 1991 ärztlicher Direktor und Vorstand der Kinderklinik der Stadt Wien Glanzing, seit 1992 a.o. Universitätsprofessor für Kinder- und Jugendheilkunde an der medizinischen Fakultät der Universität Wien. 1999 erfolgte die Übersiedelung der Kinderklinik Glanzing in das Wilhelminenspital der Stadt Wien. Die Kinderinterne Abteilung, die Abteilung für Psychosomatik wurden zufusioniert, ebenso die Betreuung der Neonatologie der Semmelweis-Frauenklinik. Lischka eröffnete 2000 im Wilhelminenspital das erste „Babynest“ in Österreich, unmittelbar verzahnt mit der Neonatologie und Psychosomatik.
Für weitere innovative Projekte der Kinderklinik Glanzing im Wilhelminenspital wurde mehrmals der Gesundheitspreis der Stadt Wien verliehen. (Modell einer interdisziplinären, ganzheitlichen Nachbetreuung früh- und risikogeborener Kinder; Multiprofessionale Zusammenarbeit im Rahmen einer psychosomatischen Kinder- und Jugendambulanz; Homöopathieambulanz an der Kinderklinik Glanzing). Im Rahmen der Clean Med Europe erhielt er den „Best Practice Award“ für das Projekt „Kinderklinik Glanzing, the first PVC-free Neonatal Intensive Care Unit“. Dieses Projekt wurde auch in Brüssel vor der Beschlussfassung der Chemikalienverordnung REACH im Europaparlament vorgestellt.
2007 wurde Kinderinfektionsabteilung mit pädiatrischer Pulmologie der Kinderklinik Glanzing zugeordnet. Die neustrukturierte Abteilung umfasste 12 Stationen mit 180 Betten, 65 Ärzten und 10 Psychologinnen. Die Schwerpunkte sind Allgemeinpädiatrie, Neonatologie, Pulmologie, Infektionskrankheiten und Psychosomatik.
Im März 2012 beendete Lischka seine aktive Spitalstätigkeit. 2015 beendete er die Tätigkeit als flugmedizinischer Sachverständiger der Austro Control und 2018 als gerichtlich beeideter und zertifizierter Sachverständiger im Fachgebiet Kinder- und Jugendheilkunde. Er ist weiterhin in seiner kinderärztlichen Praxis in Wien tätig.

## Leistungen in der Forschung
Publikationen in den Fachbereichen Neonatologische Intensivmedizin, Psychosomatik, Sozialpädiatrie und Umweltmedizin.

## Mitgliedschaften, Akademische Funktionen
- Österr. Gesellschaft für Kinder- und Jugendheilkunde ÖGKJ
- Österr. Gesellschaft für Prä- und Perinatale Medizin
- European Society for Pediatric Research ESPR

## Auszeichnungen
- 2006 Goldenes Verdienstzeichen des Landes Wien

## Publikationen
- mit J. Holle und G. Freilinger: Morphologische Veränderungen von Muskelfasern bei freier autologer Muskeltransplantation. In: Verh Anat Ges. 69, 1975, S. 755–759.
- mit M. Gieske: Ein Beitrag zu den Verlaufsformen der Marmorknochenkrankheit. In: Mschr Kinderheilkd. 130 (2), 1982, S. 105–109.
- mit C. Popow, E. Horcher, A. Kratochwil und A. Reiner: Zur Problematik der kongenitalen zystischen adenomatoiden Fehlbildung der Lunge beim Frühgeborenen. In: Paediatr Paedolog 17 (2), 1982, S. 465–472.
- Radiologische Diagnose der ektopen Ureterocele beim Neugeborenen. In: Fortschr Röstrahl Nukl Med. 138 (13), 1983, S. 366–368.
- mit Ch. Groh, H. Frisch, MTh Schubert und E. Tatzer: Psychosocial Dwarfism - A rare Form of Growth Retardation. In: Schwartz TB, Ryan WG (Hrsg.): Year Book of Endocrinology 1985. Year Book Medical Publishers, Chicago 1985, S. 38–39.
- mit A. Pollak, R. Gherardini, F. Helmer und E. Horcher: Insulinproduzierendes Mikroadenom des Pankreas als Ursache neonataler Hypoglykämien. In: Paediatr Paedolog 19, 1984, S. 433–434.
- mit H. Coradello, G. Simbruner, C. Popow und A. Pollak: Comparison of chest radiography and static respiratory compliance in the assessment of the severity of pulmonary diseases in the newborn with respiratory distress. In: Pediatr Radiol. 14, 1984, S. 369–372.
- mit H. Frisch und G. Weißenbacher: Radiologische Veränderungen bei metaphysärer Chondrodystrophie Typ McKusick (Knorpel Haar Hypoplasie). In: MSchr Kinderheilkd. 132, 1984, S. 550–553.
- mit W. Grisold, J. Zeitlhofer, R. Riegler und M. Weninger: Comparison of acetylcholine receptor antibody titer and progress in "neonatal myasthenia". In: Muscular Dystrophy Abstracts. vol. XXIX, 1985, no. 5, Excerpta Medica, Amsterdam.
- mit A. Pollak, K. Bauer, H. Aschauer und G. Braunitzer: Hemoglobin D "Los Angeles" in an Austrian Family: Biochemical Identification, Clinical Aspects, and Kindred Study. In: Hemoglobin. 8(4), 1984, S. 353–361.
- mit A. Pollak, K. Herkner, R. Gherardini, H. Frisch, H. Salzer und R. Schaupal: Congenital GH- and ACTH deficiency: neonatal hypoglycemia associated with micropenis. In: Ped Res. 19(10), 1985, S. 1080.
- mit A. Pollak, E. Ogris und R. Gherardini: Effects of fetal and neonatal hyperinsulinism on glucose homeostasis. In: Ped Res. 19(10), 1985, S. 1087.
- mit A. Pollak, H. Hörtnagl, B. Stanek und E. Ogris: Sympatho-adrenal response to hypoglycemia in infancy. In: Ped Res. 19(10), 1985, S. 1087.
- mit W. Grisold, M. Weninger, K. Toifl und E. Tatzer: Artikulationsstörung als Erst-manifestation einer facio-scapulo-humeralen Muskeldystrophie im Kindesalter. In: Klin Pädiatr. 198, 1986, S. 119–121.
- mit A. Pollak und K. Herkner: Congenital growth hormone deficiency and androgen resistance in the newborn. In: Ped Res. 20, 1986, S. 1187.
- mit K. Herkner und A. Pollak: Androgen receptors in "transitory androgen insensitivity syndrome" of the newborn. In: Ped Res. 20, 1986, S. 1061.
- mit K. Herkner und A. Pollak: Urinary androstanediols characterize the genital status of the newborn with "androgen insensitivity syndrome". In: Ped Res. 20, 1986, S. 1062.
- mit Ch. Groh, W. Grisold, MTh. Schubert, E. Wurst, H. Frisch und E. Tatzer: Psychosozialer Minderwuchs, eine Form der Vernachlässigung oder Kindesmisshandlung?-Diagnosestellung, Verlaufsbeobachtungen und Prognose. In: Päd Praxis. 35, 1987, S. 431–440.
- Diagnostische Abklärung der persistierenden neonatalen Hypoglykämie mittels "Auslaßtest": - Verhalten von glukoregulatorischen Hormonen und intermediären Metaboliten (Teil 1). In: Klin Päd. 199, 1987, S. 351–355.
- Präoperatives Management von Neugeborenen mit hyperinsulinämischer Hypoglykämie (Teil 2). In: Klin Päd. 199, 1987, S. 356–360.
- Investigation of peripheral androgen resistance in genital hypoplasia associated with congenital growth hormone deficiency. In: Andrologia. 19, 1987, S. 97–102.
- Molecular biology of androgen action in genital hypoplasia associated with congenital growth hormone deficiency: a "transitory androgen insensitivity syndrome"? In: Arch Androl. 18(3), 1987, S. 269–275.
- mit A. Pollak und K. Herkner: Congenital growth hormone and adrenocorticotropic hormone deficiency associated with neonatal hypoglycemia and micropenis: Urinary steroid excretion pattern and peripheral androgen status. In: Leo Stern, William Oh, Bent Friis-Hansen (Hrsg.): Physiologic Foundations of Perinatal Care. Vol. 2, Elsevier Science Publishing, New York 1987, S. 245–258.
- mit Ch. Groh, N. Nürnberger, MTh. Schubert und E. Tatzer: Enuresis im Kindesalter. 1. diagnostisches und therapeutisches Vorgehen in Klinik und Praxis. In: Päd Praxis. 36, 1987, S. 81–88.
- mit N. Nürnberger und Ch. Groh: Enuresis im Kindesalter. Teil II: funktionelle und morphologische Aspekte - Diagnose und Therapie. In: Päd Praxis. 36(2), 1988, S. 259–265.
- mit G. Simbruner und C. Popow: Die Compliance des respiratorischen Systems – prog-nostischer Wert beim Frühgeborenen mit Atemnotsyndrom. In: Päd Praxis 37, 1988, S. 207–212.
- mit K. Herkner und A. Pollak: Diagnosis of peripheral androgen insensitivity in a male infant: excretion analysis. In: Arch Androl. 22, 1989, S. 143–147.
- mit K. Herkner und A. Pollak: Neuroimmunologische Parameter bei therapieresistenter Epilepsie im Kindesalter. In: W klin WSchr. 102, 1990, S. 227–230.
- mit M. Graf: EEG-Mapping bei Epilepsien mit zentrotemporalen Spitzen. In: Aktuelle Neuropädiatrie. Springer Verlag 1991, S. 111–113.
- mit M. Graf: Benign focal epilepsies in childhood In: Neurol Psychiat. 14, 1991, S. 204–205.
- mit M. Graf, K. Lindner, U. Zifko und W. Grisold: Startle Response und Epilepsie In: MSchr Kinderheilk. 1991: 139(10), S. 711.
- mit M. Graf: EEG-Mapping bei Epilepsien mit zentrotemporalen Spitzen. In: MSchr Kinderheilk. 139(10), 1991, S. 732.
- mit M. Graf: Benign Rolandic epilepsie of childhood: topographic EEG analysis. In: R. Degen, F. E. Dreifuss (Hrsg.): Benign localized and generalized Epilepsies of early childhood. (= Epilepsy Res. Suppl. 6). Elsevier Science Publishers B.V., 1992, S. 53–58.
- mit M. Graf, E. Hauser und K. R. Herkner: Kappa/Lambda Ratio as Parameter for Evaluation of therapy resistant Epilepsy of Childhood. In: Eur Neurol. 34 (Suppl 1), 1994, S. 74–78.
- mit M. Graf: Auditorisch Evozierte P 300 bei fokalen und generalisierten Epilepsien. In: H. Todt, D. Heinicke (Hrsg.): Aktuelle Neuropädiatrie. Ciba-Geigy-Verlag Wehr, 1994, S. 216–219.
- mit M. Graf und D. Rohrbach: Infantile epileptische Syndrome mit Suppression-Burst. In: Monatsschr Kinderheilk. 144, 1996, S. 999–1000.
- mit M. Graf: Topographical EEG Analysis of Rolandic Spikes. In: Clin Electro-encephalogr. 1998; 29 (3), S. 132–137
- mit C. Gundacker, B. Pietschnig, Karl J Wittmann, H. Salzer, L. Hohenauer und E. Schuster: Lead and Mercury in Breast Milk. In: Pediatrics. 110 (5), 2002, S. 873–878.
- mit H. Nentwich, M. Maurer und B. Klausbruckner: Avoidance of PVC-Containing Medical Products Costs versus health – or simply avoidable risks? In: Hospital. 2004 (6), S. 32–33
- Babynest im Wilhelminenspital. In: Arzt und Kind. 2009 (5), S. 28–30.
- Vermeidung von PVC-hältigen Medikalprodukten an der Kinderklinik Glanzing im Wilhelminenspital Toxische Phthalate bedrohen besonders die Gesundheit der Kleinsten. In: Arzt und Kind. 2009 (5), S. 34–36.
- Angstabbau bei Kindern – Kunst im Spital (KUS) Das Kinderfest Kinderklinik Glanzing im Wilhelminenspital. In: Arzt und Kind. 2009 (5), S. 44–45.
- mit P. Mad, H. Nentwich und B. Klausbruckner: Substituting phthalates in plastic medical devices: The Austrian experience-PVC-free Neonatal Intensive Care Unit of Children’s Hospital Glanzing in Vienna. In: Journal Environmental Science Engineering JESE. 2011 (5), S. 453–459.
- mit O. Brunner, B. Pietschnig und H. Siklossy: Das Babynest im Wilhelminenspital der Stadt Wien- 10 Jahre Erfahrungen. In: MSchr Kinderheilk. (submitted)
- mit W. Jaksch, B. Messerer, H. Baumgart, C. Breschan, G. Fasching, G. Grögl, C. Justin, B. Keck, B. Kraus-Stoisser, M. Mayrhofer, M. Platzer, D. Schoberer, Stromer W, Urlesberger B, Vittinghoff M, Zaheri S und Sandner-Kiesling A.: Österreiche interdisziplinäre Handlungsempfehlungen zum perioperativen Schmerzmanagenment bei Kindern, Hintergrund Ziel Methodik und Kernaussagen. In: Schmerz. 28, 2014, S. 7–13. doi:10.1007/s00482-013-1382-2 Online publiziert 19. Februar 2014
- mit W. Jaksch, B. Messerer, B. Keck und B. Urlesberger: Pharmakodynamische und pharmakokinetische Besonderheiten der Schmerztherapie bei Neugeborenen, Österreichische interdisziplinäre Handlungsempfehlungen zum perioperativen Schmerzmanagement bei Kindern. In: Schmerz. 28, 2014, S. 25–30. doi:10.1007/s00482-014-1389-3
- Vom Findelkind zum Propheten. In: Paediatr Paedolog 49(2), 2014, S. 6–26. doi:10.1007/s00608-014-0214-7
- Eltern unbekannt Auswirkungen auf die Identitätsfindung des Kindes. In: Editorial Paediatr Paedolog 2014; 49(2) Suppl 4-5. doi:10.1007/s00608-014-0197-4
- mit Sator F, Rath-Wacenovsky R, Dobner M.: Medical Aid for Refugees, ein Netzwerk aus der Not geboren: So hat es für mich begonnen In: Paediatr Paedolog 2017; 52 (Suppl 1): 46-49, doi:10.1007/s00608-017-0501-1
- 1915 Gründung der Reichsanstalt für Mütter- und Säuglingsfürsorge 2015: Kinder- und Jugendheilkunde „In the Spirit of Glanzing“ In: Paediatr Paedolog 2020; 55 (Suppl 2): 23-25, doi:10.1007/s00608-020-00781-6
- Richtungsweisende Ideen der „Kinderklinik Glanzing“ seit 1915 In: Paediatr Paedolog 2020; 55 (Suppl 2): 30-47, doi:10.1007/s00608-020-00782-5